# Cyperus tenuis
Cyperus tenuis là loài thực vật có hoa trong họ Cói. Loài này được Sw. mô tả khoa học đầu tiên năm 1788.